# Geschlossene Sturmhaube
Die Geschlossene Sturmhaube ist ein europäischer Helm des 16. und 17. Jahrhunderts. Sie ist eine erweiterte Form der offenen Sturmhaube.

## Beschreibung

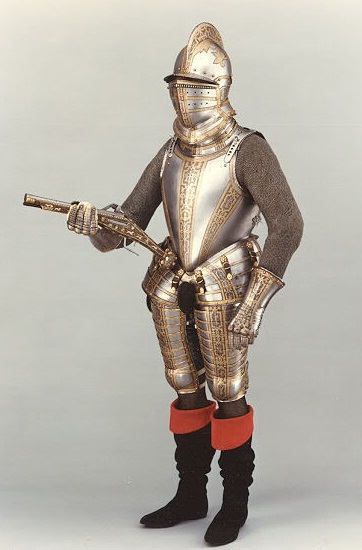
Rüstung des Sir John Smythe mit geschlossener Sturmhaube und Absteckvisier

Eine Geschlossene Sturmhaube besteht in der Regel aus Stahl. Sie besteht aus einer Helmglocke die rundlich gearbeitet ist und meist mit einem Kamm auf der Scheitellinie versehen. Auf der Helmvorderseite ist ein breiter, rundlicher Augenschirm angebracht, der vor Blendung schützen soll. Der Nacken und Wangenschutz ist separat gearbeitet und wird an die Helmglocke angenietet. Im Gegensatz zu den offenen Sturmhauben ist an diesen Helmen das Anstecken eines Visiers möglich. Die offenen Sturmhauben konnten mit einem Bart ausgestattet werden, der Kinn und Gesicht schützte. Die bei der geschlossenen Sturmhaube benutzten Visiere bestehen aus einem Hals- und einem Kinnstück. Sie werden aus einem Stück gefertigt oder aber aus mehreren Platten überlappend (geschoben) gearbeitet. Dies Visierart nennt man Absteckvisier. Es kann mit der Hilfe von Stiften am Helm, in vorgesehenen Hülsen befestigt oder abgenommen werden. Meist wurden sie zusätzlich mit einem Lederriemen gesichert.